# Солдатский (Мелеузовский район)
Солда́тский  — упразднённый хутор Сарышевского сельсовета Мелеузовского района.

## География
Находится на берегу реки Белой.
Расстояние, по данным на 1969 год, до:
- районного центра (Мелеуз): 21 км,
- центра сельсовета (Сарышево): 10 км,
- ближайшей ж/д станции (Мелеуз): 21 км.

## История
Как пишет А. З. Асфандияров, посёлок русских крестьян из села Александровка, был основан на арендованной земле в 1875 году в одной версте от деревни Кутлубулатово.
Официально закрыт в 1979 году. Указ Президиума ВС Башкирской АССР от 29.09.1979 № 6-2/312 «Об исключении некоторых населённых пунктов из учётных данных по административно-территориальному делению Башкирской АССР» гласил:

Президиум Верховного Совета Башкирской АССР постановляет: 

В связи с перечислением жителей и фактическим прекращением существования исключить из учётных данных по административно-территориальному делению Башкирской АССР следующие населённые пункты

по Мелеузовскому району:

хутор Солдатский Сарышевского сельсовета
— Указ Президиума ВС Башкирской АССР от 29.09.1979 № 6-2/312 «Об исключении некоторых населённых пунктов из учётных данных по административно-территориальному делению Башкирской АССР»

## Население
По данным на 1 января 1969 года проживало 59 человек, преимущественно русские.

## Инфраструктура
Личное подсобное хозяйство.

## Транспорт
Просёлочные дороги.